# Jo Cook
Jo Cook (22 de marzo de 1984) es una deportista británica que compitió en remo, medallista de bronce en el Campeonato Mundial.

## Trayectoria
Comenzó a practicar el remo con doce años. En la década de 2000 compitió en varios Campeonatos Mundiales Júnior. En 2009 ingresó en la selección absoluta de su país.
Ganó una medalla de bronce en el Campeonato Mundial de Remo de 2011 y dos medallas en el Campeonato Europeo de Remo, en los años 2007 y 2008; las tres en la prueba de ocho con timonel.
Estudió Psicología en la Universidad de Nottingham.

## Palmarés internacional
| Campeonato Mundial | Campeonato Mundial | Campeonato Mundial | Campeonato Mundial |
| Año                | Lugar              | Medalla            | Prueba             |
| ------------------ | ------------------ | ------------------ | ------------------ |
| 2011               | Bled (Eslovenia)   | Medalla de bronce  | Ocho con timonel   |
| Campeonato Europeo |                    |                    |                    |
| Año                | Lugar              | Medalla            | Prueba             |
| 2007               | Poznań (Polonia)   | Medalla de bronce  | Ocho con timonel   |
| 2008               | Maratón (Grecia)   | Medalla de plata   | Ocho con timonel   |